# Georgi Djułgerow
Georgi Djułgerow, bułg. Георги Дюлгеров (ur. 30 września 1943 w Burgasie) – bułgarski reżyser, scenarzysta, montażysta i producent filmowy.
W 1970 ukończył studia filmowe na moskiewskim WGIK-u. Laureat Srebrnego Niedźwiedzia dla najlepszego reżysera na 28. MFF w Berlinie za film Awantaż (1977). Nakręcił też m.in. wielokrotnie nagradzany dramat Panna Zee (2005).
Zasiadał w jury konkursu głównego na 45. MFF w Berlinie (1995). Pracuje jako wykładowca na Narodowej Akademii Sztuk Teatralnych i Filmowych im. Krystjo Sarafowa w Sofii.